# Kumbalangy
Kumbalangy es una ciudad censal situada en el distrito de Ernakulam en el estado de Kerala (India). Su población es de 42367 habitantes (2011). Se encuentra a 6 km de Cochín y a 80 km de Thrissur.

## Demografía
Según el censo de 2011 la población de Kumbalangy era de 42367 habitantes, de los cuales 20968 eran hombres y 21399 eran mujeres. Kumbalangy tiene una tasa media de alfabetización del 95,88%, superior a la media estatal del 94%: la alfabetización masculina es del 97,27%, y la alfabetización femenina del 94,53%.